# Стакли, Элизабет
Элизабет Флоренс Стакли (англ. Elizabeth Florence Stucley, в замужестве и до конца жизни носила фамилию Northmore, но продолжала писать под девичьей фамилией; 9 февраля 1906, Лондон — 26 июля 1976, Бат) — английская детская писательница, социальный педагог.
Старший ребёнок в семье баронетов Стакли, отец — сэр Хью Николас Гренвилл, 4-й баронет Стакли (1873—1956), потомок Ричарда Гренвилла. Мать — Глэдис Бэнкс (1879—1950) — тоже из дворянского рода, внучка Джорджа Бэнкса, по материнской линии она — потомок Генри Фейна и генерала Уильяма Кокберна. В семье, кроме Элизабет, было четверо сыновей и вторая дочь.
В 1933-35 годах обучалась в Лондонской школе экономики и политических наук.
Посетила Гебридские острова и написала о них книгу Hebridean Journey.
В годы Второй Мировой войны работала шофёром в Британских экспедиционных сил во Франции, а также во французском роддоме.
Посвятила жизнь социальной педагогике и социальной работе с подростками: работала в яслях, организовывала детский клуб (история клуба легла в основу её книги Teddy Boys’ Picnic), занималась помощью малоимущим детям в Лондоне, трудотерапией, в 1960—64 годах руководила девичьим пансионом Св. Кутберта (St. Cuthbert’s Finishing School, Bathampton) в пригороде Бата.
В 1955 году вышла замуж за художника-портретиста Джона Гранта Лоренса Нортмора, но уже в 1959 году они развелись, детей у них не было.
В 1960-е годы книги Стакли были довольно популярны — в особенности Magnolia Buildings. Этот детский роман пользовался большим успехом, был издан не только в Великобритании, но и в США, переведён на шведский и финский, а в советских учебных заведениях его использовали на уроках английского языка, в России книгу переиздали в 2001 году для студентов педагогических вузов. Почти столь же известна стала книга Springfield Home, переизданная в США и Великобритании и переведённая на немецкий. Однако не избежала Стакли и негативной критики, обвинений в снобизме: её бытописание рабочего класса было названо «зоологическим».